# Stade de la Coupe du monde de Gwangju
Le stade Guus Hiddink (en coréen : 광주월드컵경기장), auparavant Stade de la coupe du monde de Gwangju ou en anglais Gwangju World Cup Stadium, est un stade de football situé à Gwangju en Corée du Sud.
Il a une capacité de 44 118 places. C'est le domicile du club de Gwangju Sangmu FC.

## Histoire
Il est construit en 2001 pour €136 millions EUR en vue de la Coupe du monde de football de 2002. Il a été rebaptisé en hommage à l'entraineur néerlandais Guus Hiddink, qui hissa l'équipe de Corée du Sud de football en demi-finale lors de la Coupe du monde de football de 2002.

## Événements
- Coupe du monde de football de 2002
- Korean National Sports Festival, 2007
- Universiade d'été 2015

### Coupe du monde de football de 2002

#### Matchs du1ertour
- 2 juin 2002 :  Espagne 3-1  Slovénie
- 4 juin 2002 :  Chine 0-2  Costa Rica

#### Quart de finale
- 22 juin 2002 :  Espagne 0-0 (3-5 t.a.b.)  Corée du Sud